# Joris De Man
Joris de Man est un compositeur de musiques de jeu vidéo néerlandais né en 1972, surtout célèbre pour avoir signé les musiques de la série Killzone sur les différents systèmes PlayStation 2, PlayStation Portable, PlayStation 3 et plus récemment les bandes originales des jeux de la saga Horizon sur PlayStation 4 et PlayStation 5.

## Carrière
Son père Roderik de Man, est un compositeur contemporain et sa mère, Annelie de Man, était claveciniste. De Man joue au violon dès l'âge de six ans. Troquant le violon pour le synthétiseur et la musique par ordinateur, il réalise des musiques pour la scène démo pour Atari ST sous le pseudonyme de Scavenger. Il est considéré dès lors comme l'un des meilleurs compositeurs de musiques ayant officié sur l'Atari ST,. En 1997, il part à Londres pour travailler entre autres pour The Bitmap Brothers. Trois ans plus tard, il revient aux Pays-Bas pour assurer la partie musicale ainsi que les effets spéciaux sonores pour Guerrilla Games, et compose ainsi la musique pour la saga Killzone.

## Récompense
De Man a reçu un Ivor Novello Awards en 2010 pour avoir signé la musique de Killzone 2.

## Œuvres
- 2004 : Killzone
- 2006 : Killzone: Liberation
- 2009 : Killzone 2
- 2011 : Killzone 3
- 2012 : Velocity
- 2014 : Velocity 2X
- 2017 : Horizon Zero Dawn
- 2022 : Horizon Forbidden West

## À voir aussi
- Chiptune